# Gaj Gruszczański
Gaj Gruszczański (prononciation [ˈɡai̯ ɡruʂˈt͡ʂaɲski]) est un village de la gmina de Radecznica, du powiat de Zamość, dans la voïvodie de Lublin, situé dans l'est de la Pologne.
Il se situe à environ 3 kilomètres au nord-est de Radecznica (siège de la gmina), 30 kilomètres à l'ouest de Zamość (siège du powiat) et 57 kilomètres au sud de Lublin (capitale de la voïvodie).

## Administration
De 1975 à 1998, le village est attaché administrativement à l'ancienne voïvodie de Zamość.

Depuis 1999, il fait partie de la nouvelle voïvodie de Lublin.